# Confidences sur la fréquence
Singles de Dalida
Si la France Mourir sur scène / Les P'tits Mots
Confidences sur la fréquence est une chanson de Dalida sortie en 1982. Elle apparaît en face A de l'album Mondialement vôtre sorti la même année.
Dans cette chanson, Dalida chante tandis que Antoine, un enfant de 11 ans, lui parle et répond à la chanteuse. Le dialogue se fait par Citizen-band où Antoine drague Dalida qui est alors bien plus âgée que lui.
Le clip est réalisé par Jacques Doniol-Valcroze.
Les paroliers sont Jean-Luc Morel et Jean-Michel Bériat.
La musique a été composée par Jean-Pierre Goussaud.

## Classement hebdomadaire
| Classement (1979-1980) | Meilleure position |
| ---------------------- | ------------------ |
| Québec                 | 44                 |